# 산청 매란정사
산청 매란정사(山淸 梅瀾亭舍)은 대한민국 경상남도 산청군 오부면 양촌리에 있는 건축물이다. 2014년 8월 17일 경상남도의 문화재자료 제584호로 지정되었다.

## 개요
매란정사는 경호강과 지리산을 조망하는 입지가 매우 뛰어난 정자형식의 정사건물로서 경남지역에서는 비교적 드문 겹집구조의 평면의 정면 5칸, 측면 2칸의 5량 팔작집으로서 치목과 결구가 튼실하고 보존상태가 양호할 뿐 아니라 자연에 은거하면서 학문에 힘쓴 재야사림의 철학관과 생활상을 보여주는 유적이다.

## 참고 자료
- 산청 매란정사 - 국가유산청 국가유산포털